# Javier García (calciatore)
Javier Ignacio García Arrighi, noto più semplicemente come Javier García (Rosario, 25 gennaio 1981), è un ex calciatore argentino, di ruolo centrocampista.

## Carriera

### Giovanili
Cresce nelle giovanili della squadra della sua città natale, il Rosario Central, con cui debutta nella massima serie argentina nella stagione 2000-2001.

### Italia e ritorno in Argentina
Nel 2002 approda in Italia, paese d'origine della sua famiglia, prima all'Avellino (con 3 sole presenze) e poi alla Viterbese nell'arco della stessa stagione, per poi fare ritorno in Argentina, dove gioca la sua stagione migliore al Gimnasia (J) nel 2006-2007 con 15 presenze.